# Borelmaat
In de maattheorie, een onderdeel van de wiskunde, is de borelmaat een maat die aan alle open verzamelingen een niet-negatief, eventueel oneindig getal als maat van die verzameling toekent die overeenkomt met de gewone afmeting.

## Oorspronkelijke definitie
De borelmaat is de unieke maat op de borelstam die aan ieder interval zijn eigen lengte toekent.

## Generalisatie
Een borelmaat is een maat op de borelstam van een topologische ruimte.

### Opmerkingen
Meestal wordt geëist dat de onderliggende topologische ruimte lokaal compact en Hausdorff is.
Een borelmaat heet regulier als elke borel-meetbare verzameling {\displaystyle B} tegelijkertijd inwendig regulier en uitwendig regulier is, uitdrukkelijk:
- de maat van {\displaystyle B} is de grootste ondergrens (het infimum) van de maten van alle open verzamelingen die {\displaystyle B} omvatten;
- de maat van {\displaystyle B} is de kleinste bovengrens (het supremum) van de maten van alle compacte deelverzamelingen van {\displaystyle B}.

Reguliere borelmaten treden op in de context van de representatiestelling van Riesz.